# Liste der Mitglieder des liechtensteinischen Landtags (1939)
Diese Liste führt die Mitglieder des Landtags des Fürstentums Liechtenstein auf, der nach einem Beschluss der liechtensteinischen Regierung am 6. April 1939 nach einer sogenannten Stillen Wahl ernannt wurde. Mit der Reform des Wahlrechts im Januar 1939 wurde – neben der 18-Prozent-Sperre – das bisherige Majorzverfahren durch die Proporzwahl ersetzt und außerdem die Möglichkeit einer Stillen Wahl eingeführt. Dies bedeutet, dass sich die Parteien auf eine Zusammensetzung des Landtags einigen können, die dann, wenn es keine anderen Wahlvorschläge gibt, von der Regierung als gewählt erklärt werden kann. Außerdem wurde die erst 1932 eingeführte Gemeindebindung, bei der jede Gemeinde mit mehr als 300 Einwohnern einen Abgeordneten stellen konnte, wieder aufgehoben. Eine weitere wichtige Änderung dieser Landtagswahl war die Einführung von Stellvertretern, die nachrücken, wenn ein Abgeordneter aus dem Parlament ausgeschieden ist.
Aufgrund des in Europa 1939 begonnenen Zweiten Weltkriegs fand die nächste Landtagswahl nicht wie üblich vier Jahre später, also 1943 statt, sondern nach einer dementsprechenden Verordnung des Fürsten Franz Josef II. erst 1945. Die Mandatsdauer wurde in dieser Zeit auf unbestimmte Zeit verlängert.

## Zusammensetzung
Die beiden liechtensteinischen Parteien Fortschrittliche Bürgerpartei (FBP) und Vaterländische Union (VU) einigten sich darauf, dass die VU im Wahlkreis Oberland fünf und im Wahlkreis Unterland zwei Abgeordnete bekam. Die FBP hingegen bekam in Oberland und in Unterland je vier Abgeordnete.

## Liste der Mitglieder
| Name                | Fraktion | Wahlkreis | Bemerkung                                                      |
| ------------------- | -------- | --------- | -------------------------------------------------------------- |
| Johann Beck         | VU       | Oberland  |                                                                |
| Heinrich Brunhart   | VU       | Oberland  | 1939 für Basil Vogt nachgerückt                                |
| Louis Brunhart      | FBP      | Oberland  |                                                                |
| Oswald Bühler       | FBP      | Unterland |                                                                |
| Franz Eberle        | FBP      | Oberland  |                                                                |
| Anton Frommelt      | FBP      | Oberland  |                                                                |
| Johann Georg Hasler | FBP      | Unterland |                                                                |
| Franz Xaver Hoop    | FBP      | Unterland |                                                                |
| Florian Kindle      | VU       | Oberland  |                                                                |
| Rudolf Matt         | VU       | Unterland |                                                                |
| Chrysostomus Oehri  | VU       | Unterland |                                                                |
| Bernhard Risch      | FBP      | Oberland  | 1940 für Ferdinand Risch nachgerückt                           |
| Ferdinand Risch     | FBP      | Oberland  | gestorben am 16. April 1940, Bernhard Risch ist nachgerückt    |
| Eugen Schädler      | FBP      | Unterland |                                                                |
| Otto Schädler       | VU       | Oberland  |                                                                |
| Josef Sele          | VU       | Oberland  |                                                                |
| Basil Vogt          | VU       | Oberland  | gestorben am 7. August 1939, Heinrich Brunhart ist nachgerückt |

## Liste der Stellvertreter
| Name                | Fraktion | Wahlkreis | Bemerkung |
| ------------------- | -------- | --------- | --------- |
| Rudolf Amann        | VU       | Oberland  |           |
| Johann Beck         | FBP      | Oberland  |           |
| Heinrich Brunhart   | VU       | Oberland  |           |
| Philipp Elkuch      | FBP      | Unterland |           |
| Adolf Frommelt      | FBP      | Oberland  |           |
| Johann Georg Hasler | VU       | Unterland |           |
| Gustav Jehle        | FBP      | Oberland  |           |
| Karl Marxer         | FBP      | Unterland |           |
| Rudolf Marxer       | FBP      | Unterland |           |
| Bernhard Risch      | FBP      | Oberland  |           |
| Meinrad Schädler    | VU       | Oberland  |           |
| Johann Wachter      | VU       | Oberland  |           |
| Konrad Wohlwend     | VU       | Unterland |           |